# ハシバミ属
ハシバミ属（ハシバミぞく、榛属、学名：Corylus、英語: Hazel）は、ブナ目カバノキ科に分類される被子植物の1属。ただし、分類体系によっては独立したハシバミ科とされる場合もある。世界では北半球の温帯域に自生する落葉樹や低木から10～20種からなる属である。日本にはハシバミとツノハシバミの2種が自生している。

## 生物的特徴
縁に二重鋸葉状の切れ込みがある、丸い形のシンプルな葉を持つ。花は葉が出てくる前の春の早い時期に咲き、雌雄同株で尾状花序をつける。雄花は淡黄色で多数が集まり、5〜12cmの長さの尾状花序をなす。それに対して雌花は少数で非常に小さくほとんどが蕾に隠れ、外からは1〜3mmの赤い花柱しか見えない。果実は長さ1〜2.5cm、幅1〜2cmのナッツであり、苞葉が変化した殻に覆われている。殻の形状や構造はハシバミ属の種類を見分ける目印となる。
チョウ目の幼虫の多くが餌とする。

## 種
下記に主な種を記載する。
- Corylus avellana セイヨウハシバミ - 果実が世界中で食用とされている。
- Corylus hallaisanensis ツボハシバミ
- Corylus heterophylla ハシバミ（広義） - 日本に分布。
  - Corylus heterophylla var. heterophylla オオハシバミ
  - Corylus heterophylla var. thunbergii ハシバミ
  - Corylus heterophylla var. yezoensis エゾハシバミ
- Corylus sieboldiana ツノハシバミ - 日本に分布。
  - Corylus sieboldiana var. brevirostris トックリハシバミ
  - Corylus sieboldiana var. mandshurica オオツノハシバミ

|  |  |

## 名称
ハシバミ類を指す英名 hazel は（ゲルマン系各言語の同系語とともに）新石器時代のインド・ヨーロッパ祖語 *koselos にまで遡れるとされる。この祖語はラテン語には corulus / corylus として継承されていて、後にハシバミ類の属名に用いられるようにもなった。アイルランド語やリトアニア語の古語にも同系の語があるという。
一般に、このように長期間にわたって語義の固定したまま使われつづける語彙というのは、ごく重要な一部語彙に限られるものであり、各民族とセイヨウハシバミとの、祖語時代から綿々と続く深い関わりが示唆されている（利用節も参照）。
また、榛色（はしばみいろ）といえば一種の茶色を指し、これはヘーゼルナッツの表皮の色である。

## 利用

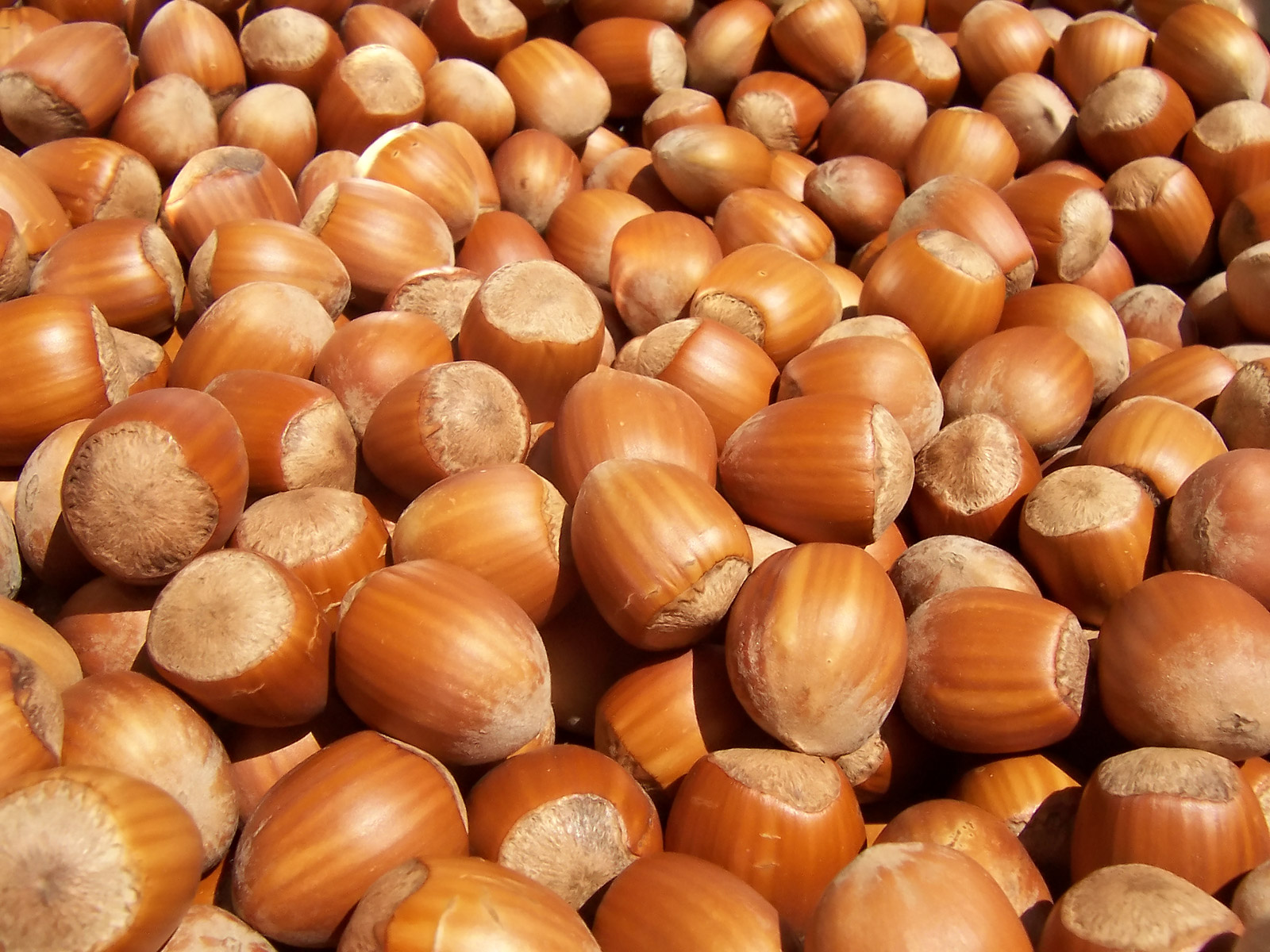
ヘーゼルナッツ

### 食用
セイヨウハシバミの実はヘーゼルナッツとして知られ、広く用いられている。
ナッツ類のなかでも入手しやすく食用にしやすいヘーゼルナッツは古代より重宝され、多くの民族にとって身近で重要な植物であった。

### 生木・材木としての利用
セイヨウハシバミは、イングランドの伝統的な生垣にも用いられる。伐られた木は小屋やフェンスを作るための材木に用いられ、また、固くて曲げやすい性質から枝は鞭の素材ともされる。さらに、ヨーロッパでは（また、北アメリカにおいてはアメリカハシバミが）、庭の飾り木としても植えられる。
土壁の木舞や、かご、コルクボードの枠などにも利用される。

## 文化

### ケルト
ケルトの文化圏では神聖な木とされた。古代の法律では、伐採したものは死刑とされた。
魔除け
これらの枝は、魔除けとされ船長の帽子、馬具の胸帯に取り付けられた。不可視を可能とするものとして、ハシバミの枝を使ってダウジングを行い無くした物、水脈や鉱脈を探り、土の中の疫病を知らせる力があるとされた。
雷神トールの木であるとされ、落雷を避ける力も持つとされた。
数字の9
葉を茂らせ実を付けるまで9年必要とされ、数字の9と関連付けられた。ドルイドが使う木文字では、ハシバミは9番目の文字でコル（Coll）と呼ばれ、9人の巫女が仕える白い女神に捧げられていた。また冬至と夏至のそれぞれから数えて9番目の満月の期間の守護樹とされた。
ケルトの伝承中の英雄フィン・マックールが、食べた知恵の鮭がいる場所にはえるハシバミも9本である。
知恵
上記の知恵の鮭は9本のハシバミから落ちた実を食べて知識を吸収したという説もあり、ハシバミは知恵と関係づけられている。アイルランドの詩人ウィリアム・バトラー・イェイツは、「ハシバミの実の中に、知恵の聖霊が封じ込められている」と述べている。
豊穣と性のシンボル
豊穣の女神と関連付けられ性的なシンボルとされたが、キリスト教の影響で悪習と不実のシンボルとされた。

### 魔術・杖
スウェーデンでは、馬の餌のカラスムギに神の名と共にハシバミの杖を触れると、馬は病気にならないとされた。ギリシャ神話では、ヘルメスの杖ケリュケイオンがハシバミ製である。
シンデレラの原作では、シンデレラの願いを叶えたのは魔女ではなく、シンデレラの母の墓に植えられたハシバミの木である。

## 花粉症
ハシバミの花粉は、花粉症を引き起こす。